# Kysyl-Adyr
Kysyl-Adyr (bis 1992: Kirowskoje, früher Alexandrowka) ist ein Ort in Kirgisistan.
Das Dorf ist Verwaltungssitz der gleichnamigen Landgemeinde Kara-Buura und des Rajon Aitmatow (nach Tschingis Aitmatow, ehemals Rajon Kara-Buura).

## Geographie
Kysyl-Adyr liegt in den Ausläufern des Kirgisischen Gebirges, 929 Meter über dem Meeresspiegel am Fluss Talas, der bei Kysyl-Adyr zum Kirow-Stausee aufgestaut wird.

## Geschichte
Kysyl-Adyr ist kirgisisch für „rote Ausläufer“. Damit sind die umgebenden roten Lehmhügel gemeint.
Gegründet wurde das Dorf in der 2. Hälfte des 19. Jahrhunderts unter dem zaristischen Russland, damals mit dem Namen Alexandrowka. Nach der Etablierung der Sowjetunion wurde das Dorf in Kirowskoje umbenannt. 1965 begann man mit der Errichtung eines Staudamms bei Kysyl-Adyr (damals Kirowskoje) mit dem Namen Kirow-Talsperre. Nach der Fertigstellung des Staudamms 1975 wurde der größte Teil von Kirowskoje überflutet und das Dorf wurde flussaufwärts verlegt. In den 1970er-Jahren gab es im Dorf unter anderem Deutsche, Balten, Griechen und Russen. Nach dem Zerfall der Sowjetunion verfiel das Dorf, viele Bewohner, darunter die meisten Europäer, zogen weg.

## Wirtschaft und Infrastruktur
Die Wirtschaft ist landwirtschaftlich dominiert. Hauptsächlich ist die Tierhaltung wichtig, es werden auch verschiedene Gewächse angebaut. Die Industrie ist schwach entwickelt und umfasst hauptsächlich die Verarbeitung landwirtschaftlicher Produkte.

## Bevölkerung
| Jahr | Einwohnerzahl | Quelle |
| ---- | ------------- | ------ |
| 2009 | 10.789        | [ 2 ]  |
| 2021 | 13.612        | [ 3 ]  |